# Metlika
Metlika (in passato in tedesco Möttling) è un comune di 8 440 abitanti della Slovenia meridionale.

## Storia
Capoluogo dell'antica regione denominata Bela Krajina, letteralmente "terra di confine bianca" (Carniola Bianca) (in tedesco Windischmark, cioè Marca Slovena), è uno dei principali centri sloveni per la produzione e la commercializzazione degli ottimi vini della regione. Addossata ai piedi dell'antico castello che la domina, Metlika fu abitata fin dall'epoca preistorica, come dimostrano i numerosi reperti rinvenuti nelle necropoli, risalenti alle culture di Halstatt e di La Tène, scoperte nel parco cittadino e nei colli attorno al centro abitato. Metlika appare nei documenti del 1228 (Metling) e guadagnò lo status di città nel 1335, divenendo il centro della Bela Krajina. Divenne terra di frontiera ed assunse un ruolo difensivo nel periodo delle incursioni dei Turchi, che l'assaltarono più volte dal 1408 al 1578, per cui fu circondata da un giro di mura con al centro il castello sulla sommità del colle. Nel 1705 un grande incendio distrusse tutta la città, compreso il castello, che vennero lentamente ricostruiti. Metlika fu fino al secolo scorso un centro di lingua e cultura tedesca in un'area compattamente slovena.
Lo scultore Alojz Gangl (1859-1935) e lo scrittore e poeta sloveno Engelbert Gangl (1873-1950) nacquero entrambi a Metlika, e la loro casa natale è stata trasformata in museo.
In epoca asburgica l'attuale territorio comunale era suddiviso nei comuni catastali di Metlika (ted. Möttling), Primostek, Podzemelj (ted. Podsemel), Krasinec (ted. Krassinz o Krasinz), Dobravice (o Dobravce, ted. Dobrawitz), Gradac (ted. Gradaz), Rosalnice (o Rozalnic, ted. Rosalnitz), Radoviči (ted. Radowitsch), Božjakovo (o Božakovo, Boschiakou), Drašiči (o Drašič, ted. Draschitz), Slamna Vas (ted. Sleindorf), Radovica (ted. Radowitza), Bojanja Vas (ted. Bojansdorf), Grabrovec (ted. Grabrouz), Lokvica (o Lokvic, ted. Lokwitz o Loquiz), Bušinja Vas (ted. Wuschinsdorf), Hrast pri Jugorji (ted. Hrast bei Jugorje), Dole (ted. Dule o Dulle).
Successivamente il comune di Podzemelj inglobò Primostek, Dobravice e Krasinec; Rosalnice e Radoviči vennero accorpati a Božjakovo; Slamna Vas e Bojanja Vas furono aggregate a Radovica; Lokvica incorporò Grabrovec; infine Bušinja Vas, Hrast pri Jugorji e Dole costituirono il comune di Suhor (ted. Suchor).
Dal 1941 al 1943, a seguito dell'invasione della Jugoslavia, la città venne occupata dall'esercito italiano e annessa all'Italia nella neocostituita Provincia di Lubiana.

## Società

### Lingue
| %      | Ripartizione linguistica (gruppi principali) |
| ------ | -------------------------------------------- |
| 13,27% | madrelingua croata                           |
| 80,47% | madrelingua slovena                          |

## Amministrazione

### Gemellaggi
- Ronchi dei Legionari